# エリーザベト・ハウプトマン
エリーザベト・ハウプトマン （Elisabeth Hauptmann、1897年6月20日、 ドイツ帝国、ウェストファリア、ペッケルスハイム - 1973年4月20日、 東ベルリン）は、演出家のベルトルト・ブレヒトと一緒に仕事をしたドイツの脚本家、劇作家である。 

## 経歴
彼女は1922年にベルリンを訪問し、同じ年にブレヒトと知り合った。彼女はドイツ系アメリカ人の詩人であり作家でもあるヘルマン・ジョージ・シェファウアーの秘書として働いていた 。彼女は1924年にブレヒトとのコラボレーションを開始し、三文オペラ（1928）の共著者としてリストされている。彼女はうわさによれば、ベースとなったジョン・ゲイのザ・ベガーズ・オペラのドイツ語への翻訳をブレヒトと作曲のクルト・ヴァイルに材料として提供しただけでなく、テキストの大半を書いた。 彼女は伝えられるところによると、マガゴニー・ソングスピルの少なくとも半分を書いたが、クレジットさなかった。  彼女はミュージカルコメディHappy End （1929）のメインテキストの作者であった。  
ナチズムの台頭により、ハウプトマンは1934年から1949年まで米国に亡命し、1943年にドイツの作曲家で指揮者のパウル・デッサウと結婚した。1956年にブレヒトが亡くなった後、ドイツの出版社であるズーアカンプヴェルラークで彼の作品を発表し、ベルリンアンサンブルのドラマトゥルクとして働いた。 
1961年、彼女は文化省（東ドイツ）が毎年授与したレッシング賞を受賞した。 彼女は元王朝時代の中国の演劇であるヘハンシャン（対決されたアンダーシャツ）のドイツ語版を作った。死去から4年経った1977年に、彼女の作品のコレクションがJulia ohne Romeo （Julia without Romeo）というタイトルで公開された。 